# Белорусија на Европском првенству у атлетици на отвореном 2018.
Белорусија је учествовала на 24. Европском првенству у атлетици на отвореном 2018. одржаном у Берлину, (Немачка), од 6. до 12. августа 2018. године. Ово је било девето европско првенство у атлетици на отвореном од 1994. године од када Белорусија учествује самостално под овим именом. Репрезентацију Белорусије представљало је 37 спортиста (14 мушкараца и 23 жене) који су се такмичили у 25 дисциплина (9 мушких и 16 женских).
На овом првенству Белорусија је била 7. по броју освојених медаља са 6 медаље (3 златне, 1 сребрна и 3 бронзане).  У табели успешности према броју и пласману такмичара који су учествовали у финалним такмичењима (првих 8 такмичара) Белорусија је са 18 учесника у финалу заузела 8. место са 79 бода.
| Плас. | Земља      | 1. место | 2. место | 3. место | 4. место | 5. место | 6. место | 7. место | 8. место | Бр. фин. / Бод. |
| ----- | ---------- | -------- | -------- | -------- | -------- | -------- | -------- | -------- | -------- | --------------- |
| 8.    | Белорусија | 3 - 24   | 1 – 7    | 3 - 18   | 2 - 10   | 4 – 12   | 1 – 3    | 1 – 2    | 3 - 3    | 18 - 79         |

## Учесници
| Мушкарци: - Виталиј Паракхонка — 110 м препоне - Aliaksandr Liakhovich — 20 км ходање - Dzmitry Dziubin — 50 км ходање - Максим Недасекај — Скок увис - Андреј Скабејка — Скок увис - Уладзислау Чамармазович — Скок мотком - Алексеј Ничипор — Бацање кугле - Павел Борејша — Бацање кладива - Иван Тихон — Бацање кладива - Хлеб Дударау — Бацање кладива - Павел Милешка — Бацање копља - Виталиј Жук — Десетобој - Јури Јаремич — Десетобој - Максим Андралоитс — Десетобој | Жене - Кристина Цимановска — 100 м, 200 м - Дарја Барисевич — 800 м, 1.500 м - Волга Мазуронак — Маратон - Марина Даманцевич — Маратон - Настасја Иванова — Маратон - Нина Савина — Маратон - Ирина Сомава — Маратон - Алина Талај — 100 м препоне - Елвира Херман — 100 м препоне - Свјатлана Кудзелич — 3.000 м препреке - Викторија Рашчупкина — 20 км ходање - Nadzeya Darazhuk — 50 км ходање - Настасија Јацевич — 50 км ходање - Карина Таранда — Скок увис - Ирина Зхук — Скок мотком - Настасија Мирончук-Иванова — Скок удаљ - Ирина Васкоускаја — Троскок - Виолета Скварцова — Троскок - Алиона Дубицкаја — Бацање кугле - Викторија Колб — Бацање кугле - Алена Абрамчук — Бацање кугле - Хана Малишик — Бацање кладива - Тацјана Халадович — Бацање копља |  |

## Освајачи медаља (7)

### Злато (3)
- Елвира Херман — 100 м препоне
- Волга Мазуронак — Маратон
- Волга Мазуронак, Марина Даманцевич, Настасија Иванова — Маратон − тим

### Сребро (1)
- Максим Недасекај — Скок увис

### Бронза (3)
- Dzmitry Dziubin — 50 км ходање
- Виталиј Жук — Десетобој
- Алиона Дубицкаја — Бацање кугле

## Резултати

### Мушкарци
| Атлетичар               | Дисциплина     | Лични рекорд | Квалификације         | Квалификације         | Полуфинале            | Полуфинале   | Финале               | Финале       | Детаљи |
| Атлетичар               | Дисциплина     | Лични рекорд | Резултат              | Место                 | Резултат              | Место        | Резултат             | Место        | Детаљи |
| ----------------------- | -------------- | ------------ | --------------------- | --------------------- | --------------------- | ------------ | -------------------- | ------------ | ------ |
| Виталиј Паракхонка      | 110 м препоне  | 13,40        | Директно у полуфинале | Директно у полуфинале | 13,69                 | 7. у гр. 1   | Није се квалификовао | 20 / 28      |        |
| Aliaksandr Liakhovich   | 20 км ходање   | 1:21:12      |                       |                       |                       |              | 1:24:07              | 18 / 23 (28) |        |
| Dzmitry Dziubin         | 50 км ходање   | 3:52:25      | 3:47:59 ЛР            |                       |                       |              |                      |              |        |
| Максим Недасекај        | Скок увис      | 2,33         | 2,25                  | 1. у гр. Б            |                       |              | 2,33                 |              |        |
| Андреј Скабејка         | Скок увис      | 2,26         | 2,11                  | 13. у гр. А           | Нису се квалификовали | 26 / 27 (28) |                      |              |        |
| Уладзислау Чамармазович | Скок мотком    | 5,55         | 5,36                  | 14. у гр. Б           | Нису се квалификовали | 25 / 31 (36) |                      |              |        |
| Алексеј Ничипор         | Бацање кугле   | 20,52        | 19,97 кв              | 3. у гр. А            | 20,27                 | 10 / 29 (30) |                      |              |        |
| Павел Борејша           | Бацање кладива | 78,60        | 76,47 КВ              | 2. у гр. Б            | 77,02                 | 4 / 30       |                      |              |        |
| Иван Тихон              | Бацање кладива | 84,51        | 74,67 кв              | 5. у гр. А            | 75,79 ЛРС             | 6 / 30       |                      |              |        |
| Хлеб Дударау            | Бацање кладива | 78,04        | 72,19                 | 10. у гр. А           | Нису се квалификовали | 18 / 30      |                      |              |        |
| Павел Милешка           | Бацање копља   | 85,01        | 73,55                 | 12. у гр. Б           | Нису се квалификовали | 23 / 28      |                      |              |        |

#### Десетобој
| Атлетичар         | Дисциплина | 100 м      | Даљ  | БКу      | Вис      | 400 м     | 110 м пр. | Диск     | СМ      | БКо      | 1.500 м     | Укупно   | Пласман      | Белешка |
| ----------------- | ---------- | ---------- | ---- | -------- | -------- | --------- | --------- | -------- | ------- | -------- | ----------- | -------- | ------------ | ------- |
| Виталиј Жук       | Резултат   | 11,12      | 7,05 | 15,65 ЛР | 1,99 ЛРС | 48,41 ЛР  | 14,66 ЛРС | 45,46    | 4,90 ЛР | 66,19 ЛР | 4:30,81     | 8.290 ЛР |              |         |
| Виталиј Жук       | Бодови     | 834        | 826  | 830      | 794      | 889       | 891       | 776      | 880     | 831      | 739         | 8.290 ЛР |              |         |
| Јури Јаремич      | Резултат   | 10,96 =ЛРС | 7,55 | 12,89    | 2,02     | 50,03 ЛРС | 14,74     | 39,97 ЛР | 4,90    | 59,12    | 4:51,10 ЛРС | 7.875    | 11 / 18 (28) |         |
| Јури Јаремич      | Бодови     | 870        | 947  | 661      | 822      | 813       | 801       | 664      | 880     | 725      | 612         | 7.875    | 11 / 18 (28) |         |
| Максим Андралоитс | Резултат   | 11,00      | 6,97 | 15,33 ЛР | 2,02     | 48,56 ЛР  | НЗ        | 41,02    | НС      |          |             |          | НЗ           |         |
| Максим Андралоитс | Бодови     | 861        | 807  | 810      | 822      | 882       | 0         | 685      |         |          |             |          | НЗ           |         |

### Жене
| Атлетичарка                | Дисциплина       | Лични рекорд | Квалификације         | Квалификације         | Полуфинале            | Полуфинале            | Финале                | Финале           | Детаљи |
| Атлетичарка                | Дисциплина       | Лични рекорд | Резултат              | Место                 | Резултат              | Место                 | Резултат              | Место            | Детаљи |
| -------------------------- | ---------------- | ------------ | --------------------- | --------------------- | --------------------- | --------------------- | --------------------- | ---------------- | ------ |
| Кристина Цимановска        | 100 м            | 11,09        | Директно у полуфинале | Директно у полуфинале | 11,34                 | 4. у гр. 1            | Није се квалификовала | 13 / 37 (38)     |        |
| Кристина Цимановска        | 200 м            | 23,13        | 23,07 КВ, НРмс, ЛР    | 1. у гр. 3            | 23,03 НРмс, ЛР        | 3. у гр. 3            | Није се квалификовала | 10 / 36          |        |
| Дарја Барисевич            | 800 м            | 2:01,93      | 2:04,65               | 5. у гр. 3            | Није се квалификовала | Није се квалификовала | Није се квалификовала | 22 / 32 (33)     |        |
| Дарја Барисевич            | 1.500 м          | 4:06,75      | 4:09,32 кв            | 6. у гр. 2            |                       |                       | 4:07,52               | 8 / 24           |        |
| Волга Мазуронак            | Маратон          | 2:23:54      |                       |                       |                       |                       | 2:26:22               |                  |        |
| Марина Даманцевич          | Маратон          | 2:30:07      | 2:27:44 ЛР            | 4 / 46 (56)           |                       |                       |                       |                  |        |
| Настасја Иванова           | Маратон          | 2:27:24      | 2:27:49 ЛРС           | 5 / 46 (56)           |                       |                       |                       |                  |        |
| Нина Савина                | Маратон          | 2:37:09      | 2:33:50 ЛР            | 12 / 46 (56)          |                       |                       |                       |                  |        |
| Ирина Сомава               | Маратон          | 2:39:06      | Није завршила трку    | Није завршила трку    |                       |                       |                       |                  |        |
| Алина Талај                | 100 м препоне    | 12,41        | Директно у полуфинале | Директно у полуфинале | 12,96 КВ              | 2. у гр. 1            | Дисквалификована      | Дисквалификована |        |
| Елвира Херман              | 100 м препоне    | 12,64        | Директно у полуфинале | Директно у полуфинале | 12,76 КВ              | 1. у гр. 2            | 12,67                 |                  |        |
| Свјатлана Кудзелич         | 3.000 м препреке | 9:51,58      | 9:47,89 ЛРС           | 11. у гр. 1           |                       |                       | Није се квалификовала | 23 / 33          |        |
| Викторија Рашчупкина       | 20 км ходање     | 1:31:22      |                       |                       |                       |                       | 1:33:12               | 17 / 26 (30)     |        |
| Nadzeya Darazhuk           | 50 м ходање      | 4:18:31      | 4:35:14               | 11 / 14 (19)          |                       |                       |                       |                  |        |
| Настасија Јацевич          | 50 м ходање      | 4:18:00      | Није завршила трку    | Није завршила трку    |                       |                       |                       |                  |        |
| Карина Таранда             | Скок увис        | 1,92         | 1,86 кв               | 6. у гр. Б            |                       |                       | 1,87                  | 12 / 25          |        |
| Ирина Зхук                 | Скок мотком      | 4,67 НР      | 4,45 кв               | 6. у гр. Б            | 4,55                  | 7 / 27                |                       |                  |        |
| Настасија Мирончук-Иванова | Скок удаљ        | 7,08         | 6,68 КВ               | 3. у гр. А            | 6,58                  | 5 / 25 (27)           |                       |                  |        |
| Ирина Васкоускаја          | Троскок          | 14,19        | 13,90                 | 17. у гр. Б           | Нису се квалификовале | 17 / 27 (29)          |                       |                  |        |
| Виолета Скварцова          | Троскок          | 13,95        | 13,82                 | 13. у гр. А           | Нису се квалификовале | 21 / 27 (29)          |                       |                  |        |
| Алиона Дубицкаја           | Бацање кугле     | 19,03        | 18,67 КВ              | 1. у гр. А            | 18,81                 |                       |                       |                  |        |
| Алена Абрамчук             | Бацање кугле     | 19,24        | 17,17 кв              | 6. у гр. Б            | 16,90                 | 12 / 23               |                       |                  |        |
| Викторија Колб             | Бацање кугле     | 18,16        | 17,36 КВ              | 3. у гр. Б            | 17,50                 | 8 / 23                |                       |                  |        |
| Хана Малишик               | Бацање кладива   | 76,26        | 72,39                 | 1. у гр. А            | Без пласмана          | Без пласмана          |                       |                  |        |
| Тацјана Халадович          | Бацање копља     | 67,47 НР     | 61,21 КВ              | 2. у гр. Б            | 60,92                 | 5 / 22 (23)           |                       |                  |        |